# Quibus quantisque malis
Quibus quantisque malis je govor papeža Pija IX. leta 1849.
V govoru je papež obsodil prostozidarstvo.